# Otos (Epeier)
Otos (altgriechisch Ὦτος Ṓtos) ist eine Gestalt der griechischen Mythologie.
Er ist Anführer der Epeier im Trojanischen Krieg und stammt aus der elischen Hafenstadt Kyllene, was für Pausanias und Strabon Anlass war, bei der Beschreibung der Stadt seiner zu gedenken. Im Krieg wird Otos von Polydamas, dem Sohn des Panthoos, getötet und seiner Rüstung beraubt.